# Одоберт III (граф Перигора)

Перигор на карте Франции XII века

Одоберт III (Альдебер III; фр. Audebert III de Périgord; умер в 1116) — граф Перигора. Сын Одбера II и его жены Асселины де Саланьяк.
В 1101 или 1104 году наследовал брату — Эли III. Делил власть в Перигоре с племянниками — Гильомом III Талейраном (до 1115 года) и Эли V Руделом (в 1116 году).
Имя жены Одоберта III не известно. Дети:
- Бозон IV (умер в 1166), граф Перигора,
- Одобер де Перигор, сеньор де Пюигилем,
- Раймон де Перигор, епископ Перигора (1146—1158), архиепископ Бордо (1158—1159).